# Sieglind Ellger-Rüttgardt
Sieglind Ellger-Rüttgardt (* 13. August 1941 in Hamburg) ist eine deutsche emeritierte Professorin für Allgemeine Rehabilitationspädagogik und Lernbehindertenpädagogik.

## Leben und Wirken
Sie studierte Erziehungswissenschaft und Romanistik in Hamburg, Tübingen und Montpellier. Nach der zweiten Lehramtsprüfung unterrichtete Ellger-Rüttgardt an Grund-, Haupt- und Sonderschulen und absolvierte eine sonderpädagogische Zusatzausbildung. Von 1975 bis 1983 war sie wissenschaftliche Assistentin für Sonderpädagogik im Fachbereich Erziehungswissenschaften der Universität Hamburg. Dort wurde sie zum Dr. phil. promoviert. Das Thema ihrer Dissertation lautete: Der Hilfsschullehrer. Sozialgeschichte einer Lehrergruppe. Mit ihrer wissenschaftlichen Arbeit verfolgte die Promovendin ein zweifaches Ziel:
Indem wir die pädagogische 'Selbstrolle' der in der Institution Hilfsschule tätig gewesenen Lehrer zu erfassen suchen, möchten wir einen eng begrenzten Beitrag zu einer Theorie der Lernbehindertenschule leisten. Darüber hinaus vermag die Studie die bislang vorliegenden Erkenntnisse zur Geschichte des Lehrerstandes zu ergänzen.
Von 1983 bis 1986 war sie Professorin auf Zeit an der Universität Hamburg, anschließend von 1987 bis 1994 Lehrstuhlinhaberin für Lernbehindertenpädagogik der Universität Hannover. 1995 erhielt Ellger-Rüttgardt einen Ruf für Allgemeine Rehabilitationspädagogik an die Humboldt-Universität Berlin. Dort war sie von 2000 bis 2002 Dekanin der Philosophischen Fakultät IV, von 2005 bis 2006 Direktorin des Instituts für Rehabilitationswissenschaften und vom  WS 2004/05 bis SoSe 2009 Professorin für Allgemeine Rehabilitations- und Lernbehindertenpädagogik.

## Mitgliedschaft in Beiräten wissenschaftlicher Zeitschriften
- Die Rehabilitation, BRD
- Sonderpädagogische Förderung heute, BRD
- Reliance. Revue des situations de handicap, de l’éducation et des sociétés, Frankreich
- ALTER, Frankreich
- Bildungswissenschaft – European Journal on Educational Research, Österreich/Großbritannien

## Mitgliedschaft in wissenschaftlichen bzw. bildungs- und sozialpolitischen Organisationen
- 1979: Mitglied des Aufsichtsrates des Berufsförderungswerkes Hamburg
- 1983 – 1986: Mitglied des wissenschaftlichen Beirats der von der Hamburger Kulturbehörde geförderten Projektgruppe für die vergessenen Opfer des NS-Regimes in Hamburg e. V.
- 1984 – 1985: Mitglied der wissenschaftlichen Begleitung des von der Hamburger Schulbehörde geförderten Modellversuchs Integrationsklassen
- 1990: Leiterin des Ausschusses Schule, Bildung und Erziehung der Deutschen Vereinigung für Rehabilitation e. V. (DVfR)
- 1990: Mitglied der Education Commission von Rehabilitation International, New York
- 2000 – 2002: Mitglied der wissenschaftlichen Kommission Lehrerbildung des Landes Niedersachsen
- 2001: Wissenschaftliche Beraterin der Behörde für Schule und Berufsbildung der Hansestadt Hamburg
- 2006: Berufung durch das französische Erziehungsministerium in den wissenschaftlichen Beirat des INS HEA, Paris
- 2007: Berufung in den wissenschaftlichen Beirat des Berufsbildungswerkes für Hör- und Sprachgeschädigte in Leipzig
- 2007: Berufung vom Bundesministerium für Arbeit und Soziales in die wissenschaftliche Fachgruppe Reha Futurpädagogik an die Humboldt-Universität Berlin

## Veröffentlichungen (Auswahl)
- Der Hilfsschullehrer. Sozialgeschichte einer Lehrergruppe, Weinheim/Basel 1980
- Geschichte der Sonderpädagogik, München/Basel 2008     Der Hilfsschullehrer. Sozialgeschichte einer Lehrergruppe (1880–1933). Weinheim/Basel 1980
- „Die Kinder, die waren alle so lieb...“, Frieda Stoppenbrink-Buchholz: Hilfsschulpädagogin, Anwältin der Schwachen, soziale Demokratin. Weinheim/Basel 1987
- Verloren und Un-Vergessen. Jüdische Heilpädagogik in Deutschland, Weinheim 1996
- Geschichte der Heil- und Sonderpädagogik unter integrativen Aspekten – Texte und Dokumente. Doppelkurseinheit, Hagen 2000
- Lernbehindertenpädagogik. Studientexte zur Geschichte der Behindertenpädagogik. Band 5, Weinheim/Basel/Berlin 2003
- Geschichte der Sonderpädagogik. Eine Einführung. München 2008
- (zusammen mit Ulrich Bleidick) Behindertenpädagogik – eine Bilanz. Bildungspolitik und Theorieentwicklung von 1950 bis zur Gegenwart. Stuttgart 2008